# Santa Leocádia de Geraz do Lima
Santa Leocádia de Geraz do Lima ist ein Ort und eine ehemalige Gemeinde (Freguesia) im nordportugiesischen Kreis Viana do Castelo der Unterregion Minho-Lima.

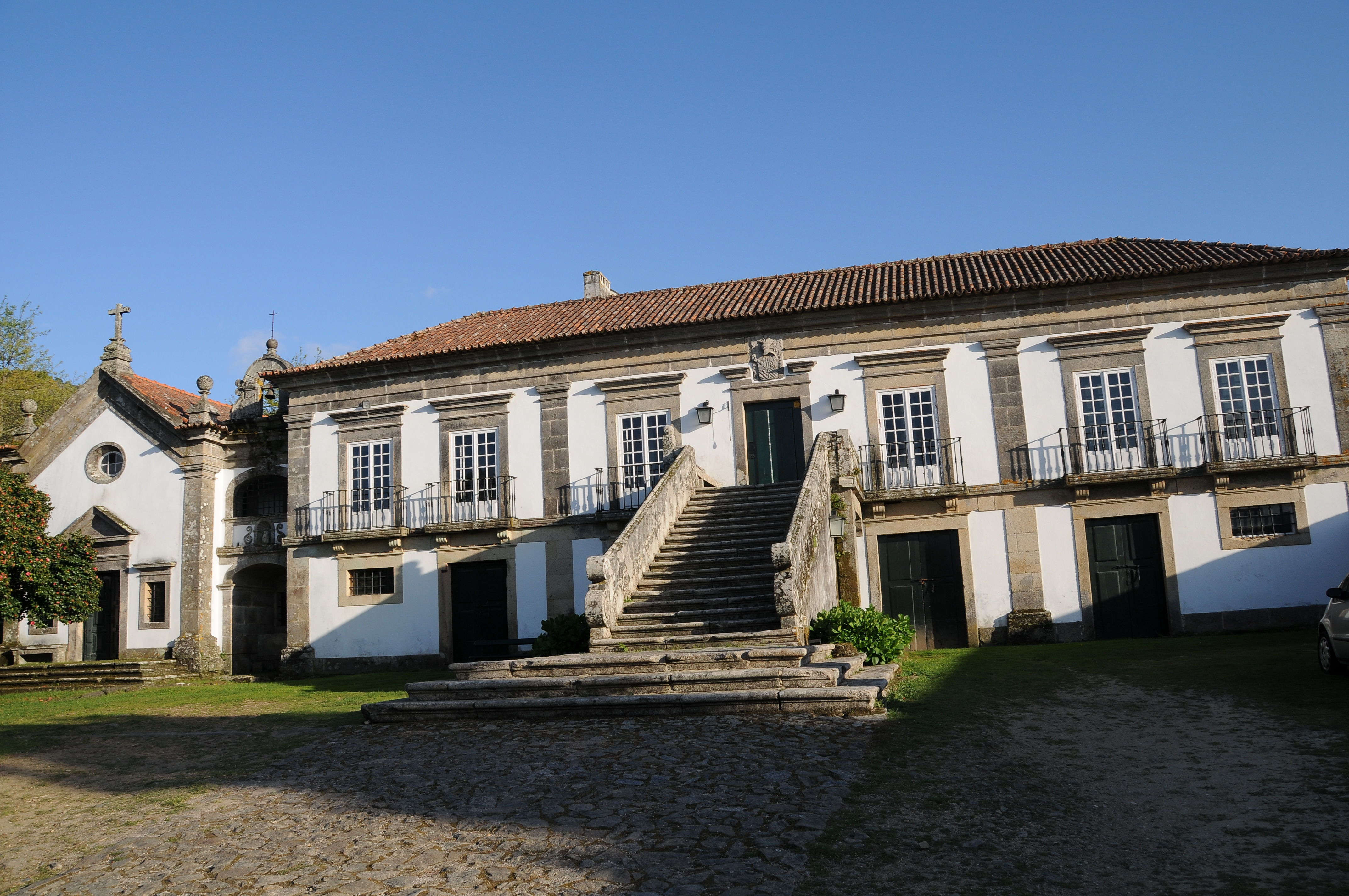
Casa da Bouça

Die Gemeinde hatte 913 Einwohner (Stand 30. Juni 2011).
Am 29. September 2013 wurden die Gemeinden Geraz do Lima (Santa Leocádia), Moreira de Geraz do Lima, Deão und Geraz do Lima (Santa Maria) zur neuen Gemeinde União das Freguesias de Geraz do Lima (Santa Maria, Santa Leocádia e Moreira) e Deão zusammengeschlossen.

## Bauwerke
- Casa da Bouca
- Kutschenmuseum
- Pfarrkirche